# Хронология биологии
Хронология биологии — упорядоченный в хронологическом порядке список открытий, изобретений и достижений человечества в области биологии, органической химии и медицины.

## До н. э.
- 460—370 гг. до н. э. — Донаучные основы медицины закладываются Гиппократом. Формирование представления о том, что заболевания возникают вследствие природных причин, отвергая суеверия о вмешательстве богов. Отделение медицины  от религии. Одни из первых прообразов «историй болезни» — описаний течения заболеваний[1][2].
- 340 год до н. э. — Классификация и описание видов животных (Аристотель)
- 300 год до н. э. — Обобщающее описание растительного мира (Теофраст)

## Первое тысячелетие
- 180 год — Вивисекция (проведение хирургических операций над живым животным с целью исследования) (Гален)
- 300 год — Возникновение алхимии в Европе

## Второе тысячелетие

### XVI век
- 1523 год — Возникновение ятрохимии (направление алхимии, стремившееся поставить химию на службу медицине) (Парацельс)
- 1543 год — Публикуется первая книга по анатомии человека, полностью основанная на экспериментальных исследованиях «О строении человеческого тела». (Андреас Везалий)
- 1553 год — Впервые в Европе описан малый круг кровообращения.(Мигель Сервет)
- 1555 год — Основание сравнительной анатомии, публикуется Histoire de la nature des oyseaux. (Пьер Белон).

### XVII век
- 1628 год — Открытие кровообращения млекопитающих (У. Гарвей)
- 1661 год — Понятие химического элемента (Р. Бойль)
- 1665 год — Открытие клеточного строения растений (Р. Гук)
- 1678 год — Открытие капилляров и связи венозного и артериального кровообращения (М. Мальпиги)
- 1683 год — Описание бактерий (А. ван Левенгук)

### XVIII век
- 1735 год — Бинарная биологическая номенклатура (К. фон Линней)
- 1769 год — открыта винная кислота (К. Шееле)
- 1771 год — Обнаружение явления фотосинтеза (Дж. Пристли)
- 1774 год — Открытие кислорода (Дж. Пристли, К. Шееле)
- 1783 год — Опровержение теории флогистона (гипотетической «сверхтонкой материи») (А. Л. де Лавуазье)
- 1787 год — Химическая номенклатура (Méthode de Nomenclature Chimique) (А. де Фуркруа, А. Л. де Лавуазье, К. Л. Бертолле)[3][4][5].
- 1796 год — Прививка от оспы заражением коровьей оспой (Э. Дженнер). До этого во многих частях света делали прививки, заражая человеческой оспой; именно так привилась Екатерина II; однако такие прививки часто заканчивались смертельным исходом.

## XIX век

### 1800-е
- 1805 год — Закон вертикальной зональности растительного мира (А. фон Гумбольдт)
- 1809 год — Первое целостное учение об эволюции (Ж. Б. де Ламарк)

### 1810-е
- 1814 год — Система символов химических элементов (Й. Я. Берцелиус)

### 1820-е
- 1822 год — Открытие изомерии в химии (Ф. Вёлер)
- 1824 год — Цикл Карно (С. Карно)
- 1827 год — Броуновское движение (Р. Броун)
- 1828 год — В эмбриологии описан закон зародышевого сходства, согласно которому на начальных этапах эмбрионального развития зародыши животных разных видов сходны по своему строению, что отражает единство происхождения животного мира. (Карл фон Бэр).
- 1828 год — Первый синтез органического вещества (мочевины) (Ф. Вёлер). Таким образом Вёлер нанёс удар распространённому виталистическому учению о так называемой жизненной силе. Однако синтез мочевины долгое время оставался единичным фактом и не смог сразу поколебать веру в жизненную силу.

### 1830-е
- 1839 год — Издан первый на русском языке учебник по анатомии животных (А. И. Кикиным).
- 1839 год — Теория клетки (Т. Шванн)

### 1840-е
- 1840 год — Основы агрохимии (Ю. фон Либих)
- 1848 год — Открытие оптической изомерии (Л. Пастер)

### 1850-е
- 1852 год — Теория валентности химических элементов (Э. Франкленд)
- 1852 год — Открытие явления флуоресценции (Дж. Стокс). Флуоресценция в биологических исследованиях.
- 1859 год — Спектральный анализ — было определено, что каждый химический элемент имеет свой неповторимый линейчатый спектр. С этого момента в науке появился мощный метод определения химического состава.(Р. В. Бунзен, Г. Р. Кирхгоф)
- 1859 год — Научно обоснованное учение об эволюции и теория естественного отбора (Ч. Дарвин)

### 1860-е
- 1861 год — Теория строения органических веществ (А. М. Бутлеров)
- 1864 год — Открытие микробиологической сущности инфекционных болезней (Л. Пастер)
- 1865 год — Законы наследственности. Доклад Опыты над растительными гибридами. (Грегор Мендель)
- 1869 год — Периодический закон химических элементов (Д. И. Менделеев)
- 1869 год — Открытие сил межмолекулярного взаимодействия и уравнения состояния реального газа (Ван-Дер-Ваальс)
- 1869 год — Открытие ДНК, названной нуклеином, как главной составной часть ядер клетки. (Фридрих Мишер).

### 1870-е
- 1870 год — А. Фик был первым, кто измерил сердечный выброс, используя то, что сейчас называется принципом Фика. Законы Фика.
- 1874 год — Основы стереохимии (Я. Х. Вант-Гофф)
- 1877 год — Теория о едином прогрессивном пути развития человечества. Периодизация, включающая три этапа: дикость, варварство и цивилизацию. (Л. Г. Морган)

### 1880-е
- 1881 год — Прививка от сибирской язвы (Л. Пастер). Это вторая болезнь от которой удалось найти вакцину (первой была оспа).
- 1882 год — Открытие возбудителя туберкулёза (Р. Кох)
- 1883 год — Открытие фагоцитоза, процесса, при котором клетки захватывают и переваривают твёрдые частицы(И. И. Мечников)
- 1885 год — Открытие того, что количество хромосом в половых клетках вдвое меньше, чем в соматических клетках. (Август Вейсман).
- 1888 год — Открытие жидких кристаллов (Рейницер, Фридрих Рейницер)

### 1890-е
- 1895 год — Открытие рентгеновского излучения (В. К. Рентген)
- 1897 год — Учение о высшей нервной деятельности (И. П. Павлов)
- 1897 год — Открытие явления термолюминесценции (И. И. Боргман)[6]

## XX век

### 1900-е
- 1901 год — Открытие групп крови (К. Ландштейнер)
- 1901 год — Публикация работы Хуго Де Фриза The Mutation Theory.
- 1903 год — Открыто, что хромосомы являются носителями наследственности.
- 1905 год — Введен термин генетика. (Уильям Бэтсон).
- 1905 год — Математическое описание броуновского движения, подтверждение справедливости молекулярно-кинетической теории, основы статистической физики (А. Эйнштейн, М. Смолуховский)
- 1908 год — Открыт закон Харди — Вайнберга, который помогает выявить влияние, потенциал и риски самых разнообразных факторов на популяции.
- 1909 год — Введён термин наследственной единицы: «ген». (В. Иогансеном).

### 1910-е
- 1910 год — Химиотерапия (П. Эрлих)
- 1910 год — Доказано, что гены расположены в хромосомах. (Томас Хант Морган).
- 1913 год — Составлена первая генетическая карта хромосомы. (Альфред Стёртевант).
- 1918 год — Опубликована работа On the correlation between relatives on the supposition of Mendelian inheritance, которая знаменует начало работ по созданию Синтетической теории эволюции. (Рональд Фишер).

### 1920-е
- 1920 год — Сформулирован закон гомологических рядов наследственности и изменчивости, что обеспечивало тесную связь генетики с эволюционным учением. (Н.И. Вавилов).
- 1928 год — Обнаружена молекула наследственности, которая передаётся от бактерии к бактерии. Эксперимент Гриффита. (Фредерик Гриффит).
- 1928 год — Теория альфа-распада (Г. Гамов)
- 1929 год — Первый антибиотик — пенициллин (А. Флеминг)

### 1930-е
- 1931 год — Продемонстрированы физические основы кроссинговера как причины рекомбинации. Цитогенетика. (Барбара Мак-Клинток).
- 1934 год — Искусственная радиоактивность (Ф. и И. Жолио-Кюри).

### 1940-е
- 1940-е — Синтетическая теория эволюции (Феодосий Добжанский, Джулиан С. Хаксли, Эрнст Майр и др.)
- 1940—1942 гг. — Открытие резус-фактора групп крови (Карл Ландштейнер, А. Винер)
- 1941 год — Показано, что в генах закодирована информация о структуре белков. (Эдвард Тейтем, Джордж Бидл)
- 1944 год — Изолирована ДНК (тогда его называли трансформирующим началом). (Освальд Теодор Эвери, Колин Маклеод и Маклин Маккарти).
- 1946 год — Метод радиоуглеродного анализа, применяемый для определения возраста биологических останков, предметов и материалов биологического происхождения (Уиллард Либби)

### 1950-е
- 1950 год — Показано, что, хотя доля нуклеотидов в ДНК не постоянна, наблюдаются определённые закономерности (например, что количество аденина, A, равно количеству тимина, T) (Правило Чаргаффа). (Эрвин Чаргафф).
- 1950 год — Обнаружены транспозоны у кукурузы. (Барбара Мак-Клинток).
- 1952 год — Эксперимент Херши — Чейз доказывает, что генетическая информация бактериофагов (и всех других организмов) содержится в ДНК.
- 1953 год — Структура ДНК («двойная спираль») расшифрована. Создана модель. (Розалинд Франклин,Джеймс Уотсон, Фрэнсис Крик)
- 1956 год — Впервые верно установлено Хромосомное число человека: 46 хромосом в диплоидном наборе. (Jo Hin Tjio и Алберт Леван).
- 1957 год — Открытие трехмерной структуры белка (Дж. Кендрю, Макс Ф. Перуц)
- 1958 год — Эксперимент Мезельсона—Сталя показывает, что удвоение ДНК носит полуконсервативный характер.

### 1960-е
- 1961 год — Выяснено, что генетический код состоит из триплетов. (М. У. Ниренберг, Х. Г. Корана, Р. У. Холли, С. Очоа)
- 1964 год — Показано на примере РНК-содержащих вирусов, первое исключение из центральной догмы Уотсона. (Говард Тёмин).
- 1965 год — Начала борьбы с повышением уровня свинца в окружающей среде и пище из-за промышленных источников. (К. К. Паттерсон)
- 1967 год — Первая пересадка человеческого сердца (Кристиан Барнард)

### 1970-е
- 1970 год — Впервые обнаружены ферменты рестриктазы, которые позволяют редактировать участки ДНК. На примере бактерии Haemophilus influenzae.
- 1977 год — Лаборатория Сенгера полностью секвенирует геном бактериофага Φ-X174.
- 1977 год — ДНК секвенирована впервые независимо Фредериком Сенгером, Уолтером Гилбертом и Алланом Максемом.
- 1977 год — Открытие чёрных курильщиков и связанных с ними экосистем, основанных на хемосинтезе.

### 1980-е
- 1983 год — Открытие полимеразной цепной реакции, открывающую возможности простой и быстрой амплификации ДНК. (Кэри Бэнкс Мёллис).
- 1989 год — Впервые секвенирован ген человека. Ген кодирует белок CFTR. Дефекты в последовательности гена приводят к развитию опухолей (cystic fibrosis). (Фрэнсис Коллинз и Лап-Че Цуи).

### 1990-е
- 1995 год — Впервые полностью секвенирован геном организма невирусной природы — бактерии Haemophilus influenzae.
- 1996 год — Впервые полностью секвенирован геном эукариотного организма — пекарских дрожжей Saccharomyces cerevisiae.
- 1997 год — Первое успешное клонирование млекопитающего — овечки Долли (Институт Рослина)
- 1998 год — Впервые полностью секвенирован геном многоклеточного эукариотного организма — нематоды C. elegans.
- 1998 год — Открытие эмбриональных стволовых клеток (Джеймс Томсон (гистолог), Д. Герхарт)

## XXI век

### 2000-е

#### 2000
- Впервые секвенирован геном растения (арабидопсис)[7].

#### 2001
- Обнародованы первые рабочий черновик структуры генома человека. Одновременно Проектом «Геном человека» (Human Genome Project) и Celera Genomics.

#### 2003
- Проект «Геном человека» успешно завершён: 99 % генома секвенировано с точностью 99,99 %.[8]

#### 2008
- Стартовал международный проект по расшифровке геномов 1000 человек.[9][10]

### 2010-е

#### 2010
- Институтом Крейга Вентера, en:J. Craig Venter Institute, собран полностью искусственный геном бактерии на основе известного минимального набора природных генов: Mycoplasma mycoides JCVI-syn1.0.. Mycoplasma laboratorium[11]
- Открытие эндоцитоза у прокариот (бактерий Gemmata). До этого считалось, что эндоцитоз присущ только эукариотам[12].

#### 2012
- Опубликованы результаты фазы 2 проекта ENCODE, нацеленного на проведение полного анализа функциональных элементов генома человека.

#### 2013
- Выложены в открытый доступ результаты исследования полного генома неандертальца[13][14][15][16]. ДНК современного человека и неандертальца идентичны приблизительно на 99,5 %[17][18].
- Впервые проведена операция по пересадке руки[19][20].
- Учёные успешно вылечили мышей от слепоты при помощи инъекции светочувствительных клеток[21][22], что демонстрирует потенциал в лечении ретинита.
- Учёные успешно вылечили мышей от глухоты с помощью применения ингибитора гамма-секретазы на волосковые клетки внутреннего уха[23][24].
- Заявляется, что серповидные эритроциты могут быть использованы для борьбы со опухолями, устойчивыми к химиотерапии, истощая опухоль, оставляя её без кровоснабжения[25][26][27].
- Химики из университета Манчестера разработали функциональную молекулярную машину размером в несколько нанометров, способную собирать сложные молекулярные структуры подобно рибосоме. Имеет потенциал для точного синтеза новых лекарств и полимеров[28][29][30][31].
- Разработан прибор, подобный алкотестеру, способный быстро и точно диагностировать инфекции лёгких[32][33].
- Изобретен медицинский сканер размером с таблетку, позволяющий просканировать пищевод на предмет болезней[34][35].
- Объявлено об открытии функциональной четырёхспиральной формы ДНК человека[36].

#### 2014
- Ихтиологи открыли 180 новых видов светящихся рыб[37].
- Исследователи из Университета Цинхуа прочитали метагеном пекинского смога и обнаружили в нём фрагменты ДНК множества условно-патогенных микроорганизмов[38].
- Прочитана часть генома чумной палочки, VI в.н. э. Юстинианова чума, впервые в истории зарегистрированная пандемия (мировая эпидемия) чумы, охватившая всю территорию цивилизованного мира того времени и проявлявшаяся в виде отдельных эпидемий на протяжении двух веков[39].
- Учёными Гарварда и RIKEN открыт новый способ получения[англ.] индуцированных стволовых клеток[40].
- Расшифрован геном мухи цеце[41], переносчика трипаносомозов — заболеваний животных и человека.
- Обнаружены кости динозавра, которого считают самым большим найденным до сих пор существом, когда-либо ходившим по Земле[42].
- В Судане обнаружены остатки поселения, возрастом в 70 тысяч лет[43].
- Фармацевтическая компания GlaxoSmithKline начала третью фазу клинических испытаний новой вакцины RTS,S/AS01 от малярии[44].
- Первые в мире искусственные ферменты были созданы при использовании синтетической биологии[45].

#### 2015
- Впервые было показано, что аминокислоты могут быть собраны без инструкций ДНК и мРНК, а белок может определять добавляемые аминокислоты[46]. То есть один белок может частично создать другой белок из аминокислот без генетических инструкций.
- Определены гены гренландского кита, ответственные за его двухсотлетний срок жизни, наибольший среди млекопитающих[47][48][49][50].
- Разработан препарат, который ускоряет метаболизм мыши и способствует снижению веса и уменьшению количества жира[51][52][53][54].
- Создан новый тип антибиотика — тейксобактин[55].
- Стартовал космический корабль Союз ТМА-16М для годичного пребывания в космосе. Состав экипажа — Геннадий Падалка, Михаил Корниенко и Скотт Келли[56].
- В донных осадках Атлантического океана найден микроорганизм Lokiarchaeota из архей, заполняющий брешь между прокариотами и эукариотами[57][58].
- В поисках новых лекарств для лечения рака легких изучен эффект подавления метилтрансферазы EZH2. В раковых клетках из опухолей с инактивированным продуктом гена BRG1 или с гиперактивированным EGFR ингибиторы EZH2 существенно повышали чувствительность к химиотерапевтическому препарату этопозиду. Результаты работы открывают новые возможности для прецизионной терапии рака[59].
- Описан процесс метастазирования при раке простаты, получены новые данные, которые могут быть полезны для разработки лекарств, блокирующих пути развития устойчивости[60].
- Открыт механизм, посредством которого предотвращается включение в ДНК модифицированных производных цитозина, показана принципиальная возможность использовать усиленную экспрессию цитидиндезаминазы при ряде злокачественных опухолей — известный механизм устойчивости к противораковым препаратам — для лечения рака[61].

#### 2016
- На МКС впервые расцвело растение, это была декоративная цинния[62][63].
- Обнаружены бактерии, способные почти полность разложить за 6 недель Полиэтилентерефталат, используемый для производства пластиковых бутылок и других изделий, на углекислый газ и воду[64].
- Открыт гормон аспросин, который играет важную роль в определении содержания сахара в крови[65].

#### 2017
- На побережье Гудзонова залива в железосодержащих породах пояса Нуввуагиттук возрастом не менее 3,77 миллиарда лет были найдены трубкообразные структуры, похожих на те, что образуют микроорганизмы, живущие у океанических гидротермальных источниках. Это самые древние следы жизни[66].
- Получены первые 37 поросят с модифицированным геномом, не содержащие свиных эндогенных ретровирусов. Это в будущем может помочь осуществлять ксенотрансплантацию органов от свиньи к человеку[67].